# خوان فلیپه
خوان فلیپه آلوز ریبیرو (پرتغالی: Juan Felipe Alves Ribeiro؛ زادهٔ ۵ دسامبر ۱۹۸۷) که بیشتر تحت عنوان خوان فلیپه شناخته می‌شود، بازیکن فوتبال اهل برزیل است که در پست هافبک هجومی بازی می‌کند.
از باشگاه‌هایی که در آن بازی کرده‌است می‌توان به باشگاه فوتبال زسکا صوفیه و باشگاه فوتبال واردار اشاره کرد.